# Cophixalus wempi
Cophixalus wempi es una especie de anfibio anuro de la familia Microhylidae.

## Distribución geográfica
Esta especie es endémica de la Provincia de las Tierras Altas del Sur de Papua Nueva Guinea. Habita entre los 1300 y 1800 m de altitud.

## Publicación original
- Richards & Oliver, 2010 : A new scansorial species of Cophixalus (Anura: Microhylidae) from the Kikori River Basin, Papua New Guinea. Journal of Herpetology, vol. 44, n.º 4, p. 555-562.[3]